# Maison rue Jules Destrée
La maison en rue Destrée est une habitation unifamiliale située dans la section de Marcinelle à Charleroi (Belgique). Ce bâtiment de style Art nouveau est attribué à Edgard Clercx et a été construit en 1910, contemporain des maisons Delile à Charleroi,.
Il abrite actuellement les bureaux de la jeunesse du CPAS.

## Architecture

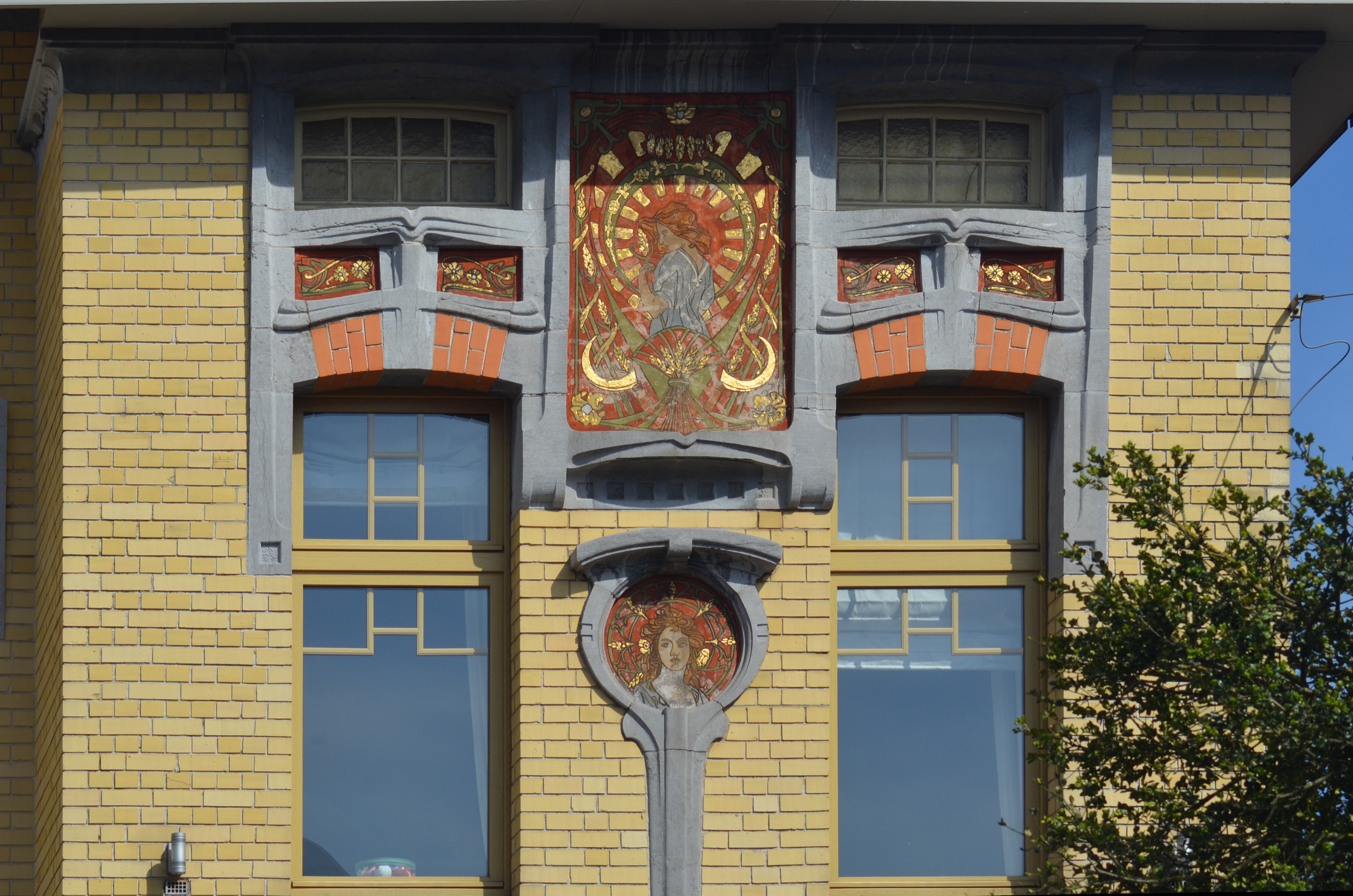
Détail des sgraffites. Restauration de Elvira Iozzi

Ce bâtiment de style 1900 a été construit dans le premier quart du XXe siècle, probablement en 1910. En raison du travail de la pierre et d'autres détails stylistiques, cette œuvre peut être attribuée à Edgard Clercx. La façade se distingue par la polychromie de la brique émaillée. Le bâtiment est structuré sur trois niveaux hors sol et en trois travées verticales. La travée de gauche est plus haute et émerge de la corniche du toit en ardoise. Sur le côté droit, le rez-de-chaussée présente une fenêtre tripartite divisée par deux colonnes métalliques. Alors que les deux fenêtres du premier étage présentent des ornements en pierre encadrant les sgraffites. Cet élément présente des figures féminines, des fleurs, des épis de maïs et des faux. La menuiserie d'origine a été largement remplacée, respectant les subdivisions d'origine ou restant au rez-de-chaussée. La façade latérale en brique rouge se distingue par sa symétrie. Le bandeau vertical des fenêtres centrales est encadré par les deux corps de cheminées,. 